# El Rosario (San Quintin)
El Rosario è una piccola città messicana sulla costa occidentale della Penisola di Bassa California, nello stato della Bassa California. Toccata dall'autostrada federale n. 1, si trova 61 km a sud di San Quintín e 119 km a nord di Cataviña. Fa parte della municipalità di Ensenada. Il censimento del 2010 ha rilevato una popolazione di 1 704 abitanti.
La cittadina è ben nota come sede di Mama Espinosa, proprietaria del ristorante omonimo. È anche una tappa del rally Baja 1000.
L'attività principale è agricola, con coltivazioni prevalenti di cipolle. Nei paraggi vi sono i luoghi per la pesca di Punta Baja e dell'Isola di San Jerónimo.
La spiaggia di Bocana (Bocana Beach si trova a 5 miglia a ovest di El Rosario, sulle dune.
Nel territorio di El Rosario sono state fondate tre missioni:
- Missione di El Rosario de Arriba
- Missione di El Rosario de Abajo
- Missione di Nuestra Señora del Santísimo Rosario de Viñadaco

## Distanze
El Rosario dista da città più importanti quali:
- Tijuana, 360 km a nord;
- San Quintín, 61 km a nord
- Cataviña, 119 km a sud;
- Santa Rosalía, 571 km a sud;
- La Paz, 1130 km a sud;
- Cabo San Lucas, 1254 km a sud (sull'Autostrada federale messicana n. 19)